# راجنار اولسن
راجنار اولسن هو منافس ألعاب قوى نرويجي، ولد في 13 مارس 1914 في أوسلو في النرويج، وتوفي في 9 يوليو 1990.

## وصلات خارجية
- راجنار اولسن على موقع أوليمبيديا (الإنجليزية)